# Puerto Nare
Puerto Nare este un municipiu în Columbia, în departament Antioquia.